# 北關大捷碑

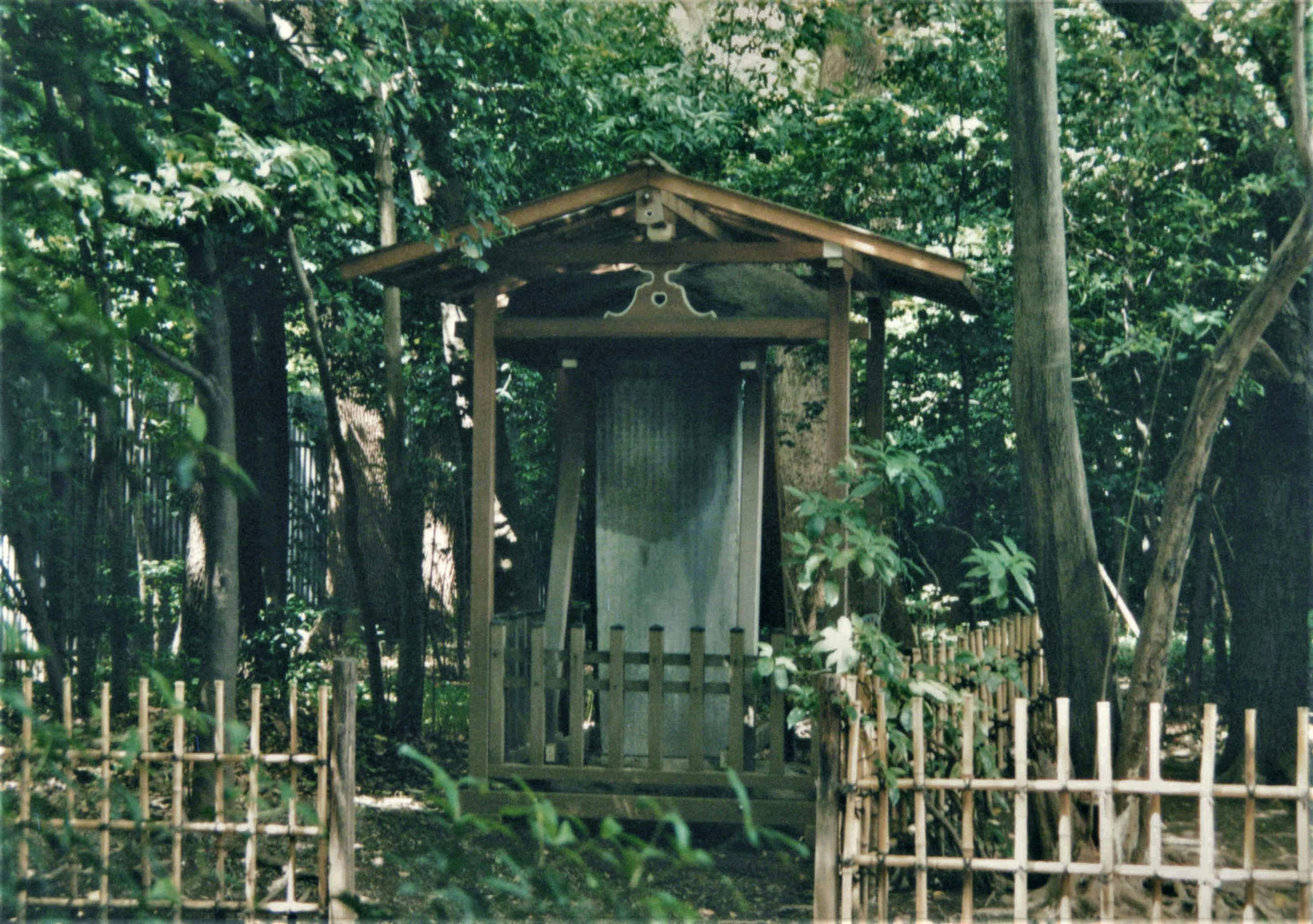
置於靖國神社內時的北關大捷碑

北關大捷碑，正式名稱為有明朝鮮國咸鏡道壬辰義兵大捷碑，位於朝鮮咸鏡北道，製作於1707年（朝鮮王朝肅宗34年），為紀念萬曆朝鮮戰爭前期（1592年至1593年）義兵在北關戰勝日軍之紀念碑。
此碑在日俄戰爭期間被帶到日本，之後存放在靖國神社展示。2005年6月日本政府接受韓國政府要求同意進行返還協調，但由於此碑原本是在現今朝鮮民主主義人民共和國（朝鮮）境內，日本要求韓朝必須先行協調。2005年10月20日，靖國神社將北關大捷碑歸還韓國，於新國立博物館展示。2006年韓朝進行協議，於同年三月由韓國移交給朝鮮。